# Entedonomphale dei
Entedonomphale dei är en stekelart som först beskrevs av Girault 1922.  Entedonomphale dei ingår i släktet Entedonomphale och familjen finglanssteklar. Inga underarter finns listade i Catalogue of Life.